# Močna
Močna – wieś w Słowenii, w gminie Lenart. W 2018 roku liczyła 267 mieszkańców.